# Gare d'Akatsuka (Ibaraki)
La gare d'Akatsuka (赤塚駅, Akatsuka-eki) est une gare ferroviaire japonaise située dans la ville de Mito dans la préfecture d'Ibaraki. Elle est gérée par la East Japan Railway Company (JR East).

## Situation ferroviaire
La gare d'Akatsuka est située au point kilométrique (PK) 109,3 de la ligne Jōban.

## Histoire
La gare a été inaugurée le 4 janvier 1894.

## Service des voyageurs

### Accueil
La gare dispose d'un bâtiment voyageurs, avec guichet, ouvert tous les jours.

### Desserte
- Ligne Jōban :
  - voies 1 et 2 : direction Mito et Iwaki
  - voies 2 et 3 : direction Tomobe (interconnexion avec la ligne Mito pour Oyama), Toride et Ueno (interconnexion avec la ligne Ueno-Tokyo pour Tokyo et Shinagawa)